# Mausolée du château de Charlottenbourg
Le mausolée dans le parc du château de Charlottenbourg (Mausoleum im Schlosspark Charlottenburg) est érigé à Berlin en 1810 après la mort de la reine de Prusse Louise de Mecklembourg-Strelitz et devient la sépulture de membres importants de la famille royale de Prusse.

## Histoire
Louise de Mecklembourg-Strelitz, épouse du roi Frédéric-Guillaume III de Prusse, décède le 19 juillet 1810 d'une pneumonie à l'âge de 34 ans au château de Hohenzieritz. Le corps de la reine est transféré à Berlin et enterré dans la cathédrale le 30 juillet 1810.

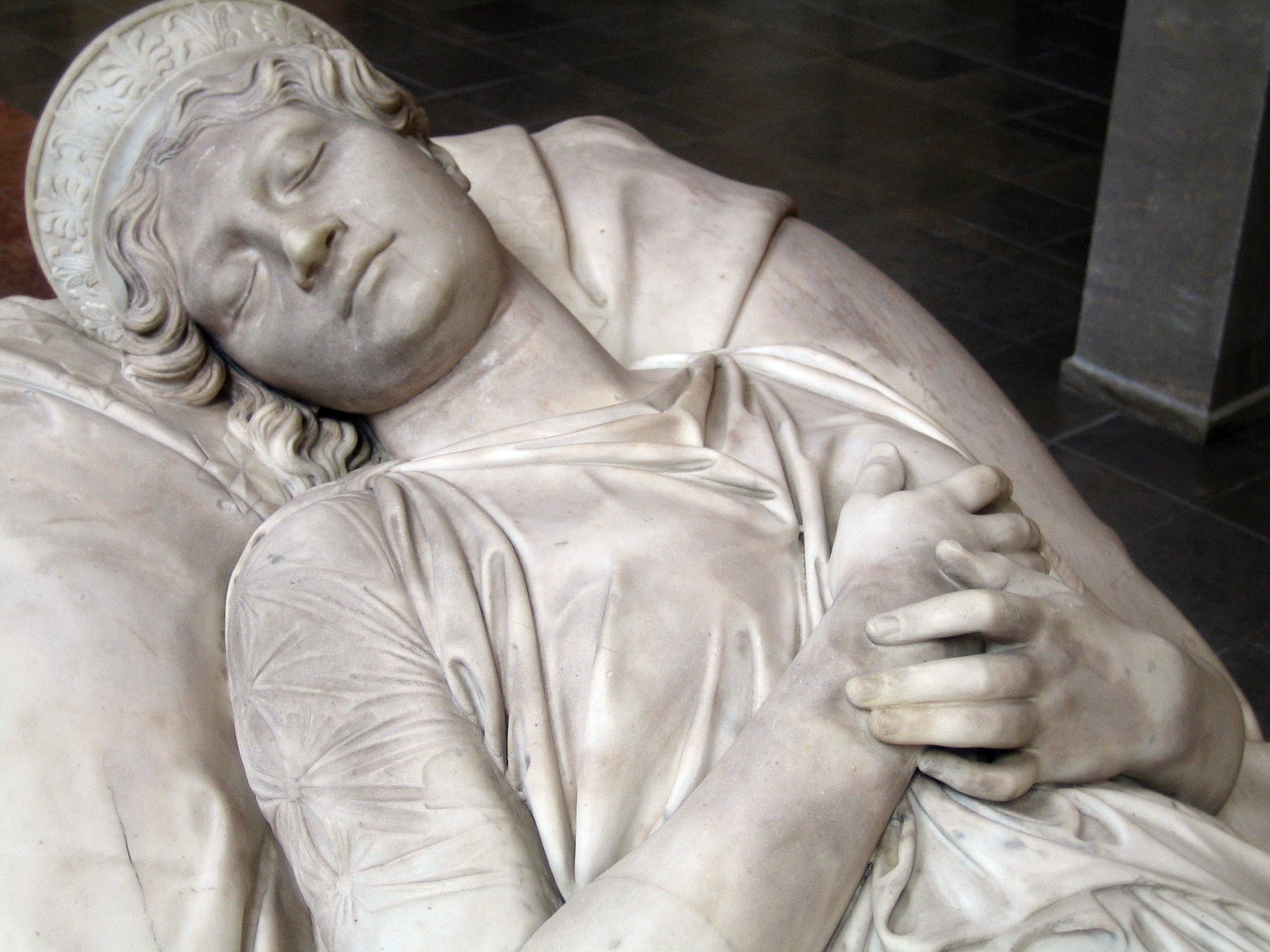
Sarcophage de la princesse Louise

Frédéric-Guillaume III charge l'architecte Heinrich Gentz de construire immédiatement un mausolée dans le parc du château de Charlottenbourg. Karl Friedrich Schinkel collabore au projet, de même que le roi intervient en choisissant de l'établir au bout d'une allée de sapins, lieu apprécié de la princesse. Pour le matériau, on peut en récupérer là où il n'y en a plus besoin comme au château d'Oranienbourg (de) ou au palais de Sanssouci. Il devient possible de terminer la construction en seulement cinq mois.
Le 23 décembre 1810, les cendres de Louise de Mecklembourg-Strelitz sont mises dans le mausolée. L'endroit est rapidement un lieu de vénération de la défunte reine. Frédéric-Guillaume III demande au sculpteur Christian Daniel Rauch un sarcophage en marbre représentant la princesse Louise endormie. Rauch présente le modèle en plâtre au roi qui approuve. Fait à Rome avec le marbre de Carrare, lors du transport en 1814, le navire de transport britannique est détourné par un navire américain lequel est repris par un autre navire anglais qui récupère le sarcophage. Il arrive au printemps 1815 avec un retard de six mois et des dommages causés par l'eau salée.
Le pignon façon temple avec quatre colonnes doriques est d'abord fait en grès. Ce portique est remplacé en 1828 par une nouvelle version de granit rouge, le premier pignon est déplacé à Pfaueninsel.
Après la mort du roi Frédéric-Guillaume III en 1840, Ludwig Ferdinand Hesse allonge le mausolée en 1841 avec un bâtiment transversal comprenant une abside afin de pouvoir rassembler le couple royal. L'abside est décorée en 1849 par une fresque de Carl Gottfried Pfannschmidt, représentant le roi et la reine agenouillés de chaque côté du Christ.
Après la mort du premier couple impérial allemand, le bâtiment est encore agrandi par Albert Geyer afin de placer les sépultures de l'empereur Guillaume et son épouse Augusta de Saxe-Weimar-Eisenach, œuvres d'Erdmann Encke.
Le mausolée accueille aussi des cénotaphes. Aux pieds de Frédéric-Guillaume III et de Louise se trouve le cœur de leur fils Frédéric-Guillaume IV de Prusse ; le corps est à la Friedenskirche de Potsdam. Dans la crypte sous le vestibule, il y a les cercueils en zinc du prince Albert de Prusse, le dernier fils du couple royal, et d'Auguste von Harrach, la seconde épouse de Frédéric-Guillaume III ; il n'est pas fait mention de la présence d'Auguste von Harrach.
Le roi Guillaume se rend au mausolée avec son fils Frédéric à l'occasion du 60e anniversaire de la mort de sa mère. Peu avant, il reçoit la déclaration d'Otto von Bismarck de la guerre de l'Allemagne à la France. Cette scène fait l'objet d'une peinture d'Anton von Werner en 1881. Pour des raisons dramatiques, le peintre omet la présence du fils.
En 2008, d'importantes mesures de rénovation pour le mausolée sont planifiées pour être terminées en 2010 pour le 200e anniversaire de la mort de la reine Louise. Le coût total d'environ 715 000 euros est financé par la Fondation des châteaux et jardins prussiens de Berlin-Brandebourg. Les principaux travaux sont la réparation et le nettoyage de la façade, des escaliers et de l'intérieur ainsi que des travaux préventifs de dommages causés par l'eau souterraine et la condensation. C'est pourquoi on remplace aussi les plantations autour du mausolée.

## Personnalités enterrées
- Louise de Mecklembourg-Strelitz (1776-1810), première épouse de Frédéric-Guillaume III de Prusse
- Frédéric-Guillaume III de Prusse (1770-1840)
- Le cœur de Frédéric-Guillaume IV de Prusse (1795-1861)
- Le prince Albert de Prusse (1809-1872)
- Auguste von Harrach, seconde épouse de Frédéric-Guillaume III de Prusse
- L'empereur Guillaume (1797-1888)
- Augusta de Saxe-Weimar-Eisenach, épouse de l'empereur Guillaume